# Convertisseur Forward
 (février 2021).
La forme ressemble trop à un extrait de cours et nécessite une réécriture afin de correspondre aux standards de Wikipédia.
Un convertisseur DC-DC forward est une alimentation à découpage avec isolation galvanique entre l'entrée et la sortie. Contrairement à la structure Flyback, le couplage se fait par un transformateur et non par des inductances couplées. Le rôle du circuit magnétique n'est pas de stocker de l'énergie magnétique mais de la transférer directement.
La structure de base du convertisseur forward est unidirectionnelle, la puissance est transférée uniquement de la source vers la charge.
Comme dans la structure Flyback, le composant magnétique d'isolement fonctionne à haute fréquence, ce qui permet de réduire sa taille, et donc la taille globale du convertisseur.

## Utilisation
Le convertisseur forward permet de transférer des puissances plus importantes qu'un convertisseur flyback. Ainsi l'architecture classique permet des transferts de puissance d'une centaine de watt à environ 400 W. La structure en demi pont, proche d'une structure d'onduleur, permet une conversion pour des puissances plus élevées, jusqu'à plusieurs kW.

## Fonctionnement, Théorie

### Synthèse du convertisseur forward à partir du hacheur série

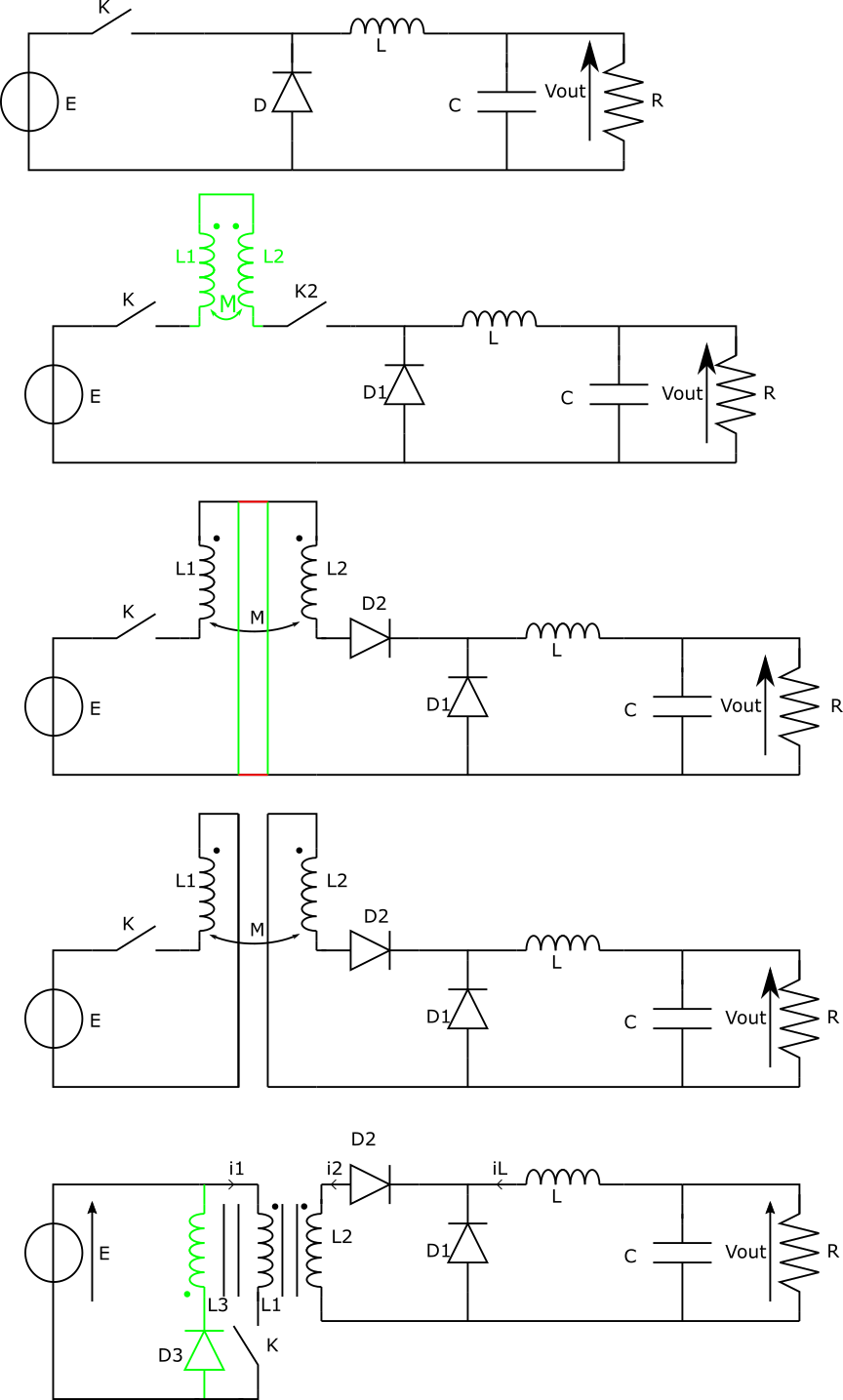
Passage du hacheur série (buck) au convertisseur forward.

Un convertisseur forward fonctionne sur le même principe qu'un hacheur série, auquel a été ajoutée une isolation galvanique. Ceci peut s'expliquer de la façon suivante :  
Dans le montage non isolé (1), on ajoute deux inductances couplées entre l'interrupteur K et la diode D. Cet ajout ne modifie pas le fonctionnement du circuit.  En effet, le circuit magnétique est supposé parfait, il n'y a donc pas de fuites et donc {\displaystyle V_{1}-V_{2}=0}. Il est également possible de scinder l'interrupteur en deux interrupteurs K et K2 commandés en synchronisme (2).
La tension du point milieu est connue à une constante près, elle peut donc être fixée à la masse (3). Le deuxième interrupteur commandé peut être remplacé par une diode D2 car son état est entièrement fixé par l'interrupteur K. 
Il est alors possible de séparer physiquement les deux enroulements. Il en résulte deux circuits isolés, qui ne sont connectés que magnétiquement, via le transformateur (4).
Le troisième enroulement L3 est une inductance de démagnétisation. Pour un transformateur ayant une permittivité magnétique finie, la relation entre les courants est {\displaystyle n_{1}i_{1}+n_{2}i_{2}=\Re \Phi } (5). Il est donc nécessaire de démagnétiser le transformateur à chaque cycle. Ce qui est assuré par le 3e enroulement et la diode D3 

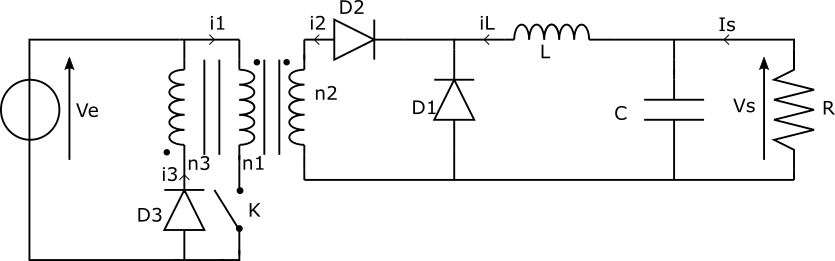
Schéma de principe d'un convertisseur forward.

### Conduction continue
Le mode de conduction continue correspond à un fonctionnement où le courant {\displaystyle i_{L}} ne s'annule jamais.  
Le principe du convertisseur étant celui d'un hacheur  série (convertisseur Buck), l'expression du gain en tension est donc similaire. 
Relation entrée sortie et grandeurs intéressantes :
- Gain {\displaystyle {\frac {V_{s}}{V_{e}}}=\alpha m}
- Condition de démagnétisation totale {\displaystyle \alpha \leq {\frac {n_{1}}{n_{1}+n_{3}}}}
- Ondulation de courant dans L {\displaystyle \Delta i_{L}={\frac {V_{s}}{2Lf}}m\alpha (1-\alpha )}
- Ondulation de tension aux bornes de C {\displaystyle \Delta v_{s}=\alpha (1-\alpha )m{\frac {V_{e}}{16LCf^{2}}}}

avec  {\displaystyle m} le rapport de transformation du transformateur et {\displaystyle \alpha } le rapport cyclique.

#### Hypothèses
- Régime permanent.
- Démagnétisation totale du transformateur, à chaque début de période, le flux dans le circuit magnétique est nul.
- Couplage parfait.
- Composants magnétiques linéaires (pas de saturation).
- Interrupteurs parfaits (commutation sans pertes).
- Tension de sortie quasi constante.

On note : {\displaystyle T} la période de découpage, {\displaystyle \alpha } le rapport cyclique, {\displaystyle f=1/T} la fréquence, {\displaystyle m} le rapport de transformation {\displaystyle {\frac {n_{1}}{n_{2}}}} et  {\displaystyle m'} le rapport {\displaystyle {\frac {n_{1}}{n_{3}}}}. 

{\displaystyle \Re } est la réluctance du circuit magnétique. {\displaystyle \phi } est le flux dans le circuit magnétique.  Les autres grandeurs électriques sont notées sur le schéma.

#### Démonstration

##### Phase 1:t∈[0,αT[{\displaystyle t\in [0,\alpha T[}, K1 est fermé.
Pendant cette phase, une partie (importante) de la puissance est transmise directement à la charge via le transformateur. Le reste vient magnétiser le circuit magnétique. 
La diode D3 est bloquée. Le courant ne circule donc pas dans l'enroulement de démagnétisation.
En appliquant la loi des mailles, on a :
{\displaystyle v_{1}=V_{e}}

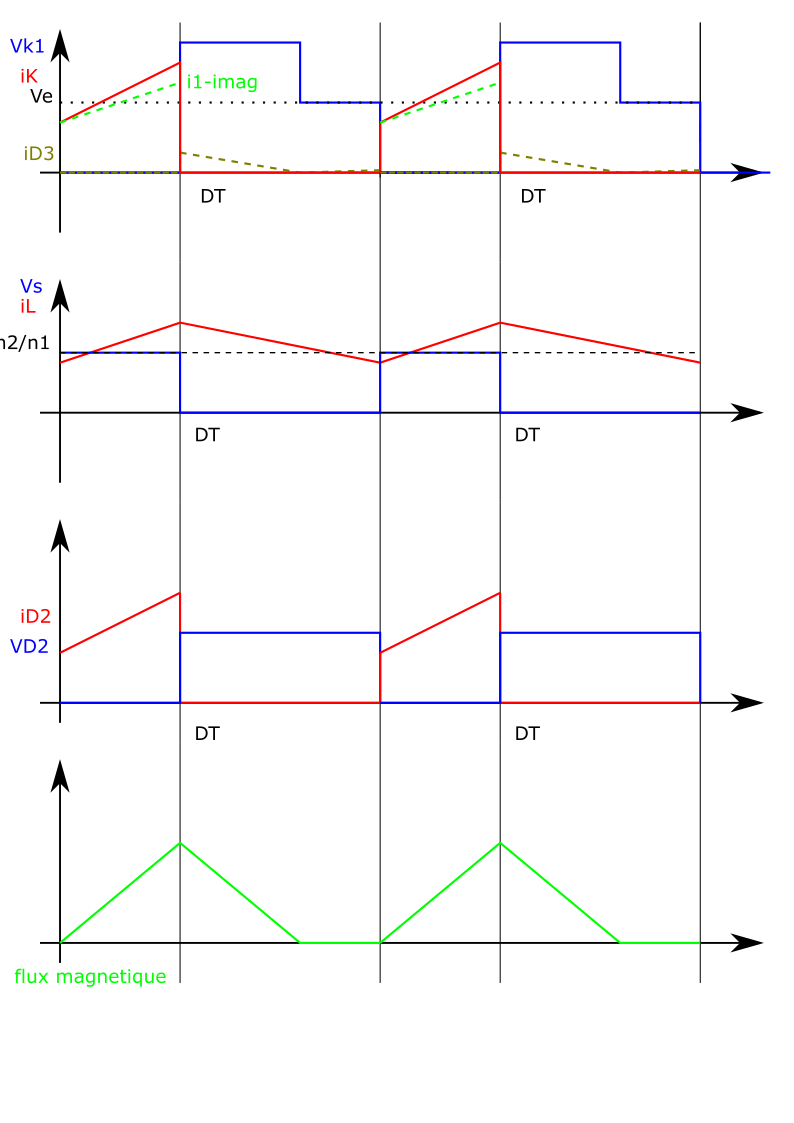
Chronogramme de fonctionnement, avec m'=1

Le transformateur donne les relations : 
{\displaystyle v_{2}=mv_{1}>0}
{\displaystyle V_{D1}=-v_{2}<0}, la diode D1 est donc bloquée.
{\displaystyle i_{2}={\frac {\Re \Phi }{n_{2}}}-{\frac {n_{1}}{n_{2}}}i_{1}<0}
{\displaystyle i_{D2}=-i_{2}>0}, la diode D2 est donc passante. Elle a bien le même état que le transistor. 
{\displaystyle \phi ={\frac {V_{e}}{n_{1}}}t} (voir Loi de Lenz-Faraday)
Donc {\displaystyle \phi (\alpha T)=\phi _{\alpha T}={\frac {V_{e}}{n_{1}}}\alpha T}
Une loi des mailles au secondaire donne alors : 
{\displaystyle L{\frac {di_{L}}{dt}}+V_{s}+v_{2}=0}
Soit, 
{\displaystyle {\frac {di_{L}}{dt}}={\frac {n_{2}/n_{1}V_{e}-V_{s}}{L}}}
Et donc, 
{\displaystyle i_{L}(t)={\frac {mV_{e}-V_{s}}{L}}t+i_{L0}}

##### Phase 2:t∈[αT,T[{\displaystyle t\in [\alpha T,T[}, K1 est ouvert.
Lors de cette phase, l'inductance L se décharge dans la charge. Le circuit magnétique est démagnétisé via l'enroulement 3. Les deux parties fonctionnent séparément. Le secondaire du transformateur est déconnecté de la charge. 
Lors de l'ouverture de l'interrupteur, le courant dans le bobinage 1 s'annule. La continuité du flux magnétique est assurée par l'enroulement de démagnétisation. 
On a {\displaystyle i_{1}(t)=0} et donc {\displaystyle i_{2}(t)=0}. 
La diode D2 est bloquée. 
La diode D3 est passante et donc {\displaystyle i_{3}=\Re {\frac {\phi }{n_{3}}}}
Avec {\displaystyle {\frac {d\phi }{dt}}=v_{3}}
Donc {\displaystyle \phi (t)=\phi _{\alpha T}-{\frac {V_{e}}{n_{3}}}(t-\alpha T)}
Pour que le transformateur soit totalement démagnétisé, il faut que le flux s'annule avant la fin de la période. 
Soit {\displaystyle \alpha \leq {\frac {n_{1}}{n_{1}+n_{3}}}}
La loi des mailles au secondaire donne : 
{\displaystyle i_{L}(\alpha T)={\frac {n_{2}/n_{1}V_{e}-V_{s}}{L}}\alpha T+i_{L0}}
{\displaystyle {\frac {di_{L}}{dt}}=-{\frac {V_{s}}{L}}(t-\alpha T)+i_{L\alpha T}}
La continuité du courant dans la bobine L nous donne: 
{\displaystyle i_{L}(0)=i_{L}(T)} et {\displaystyle i_{L}(\alpha T^{-})=i_{L}(\alpha T^{+})}
et donc 
{\displaystyle {\frac {n_{2}/n_{1}V_{e}-V_{s}}{L}}\alpha T+i_{L0}=i_{L\alpha T}} et  {\displaystyle i_{L0}=-{\frac {V_{s}}{L}}(1-\alpha )T+i_{L\alpha T}}
Finalement, 
{\displaystyle V_{s}={\frac {n_{2}}{n_{1}}}\alpha V_{e}}

#### Ondulations
Remarque : Certains ouvrages parlent d'ondulation crête à crête, d'autres de l'amplitude de l'ondulation.
L’ondulation de courant se calcule à partir de l'expression du courant dans la bobine 
{\displaystyle \Delta i_{L}={\frac {i_{L\alpha T}-i_{L0}}{1}}}
{\displaystyle \Delta i_{L}={\frac {V_{s}}{Lf}}(1-\alpha )={\frac {V_{e}}{Lf}}m\alpha (1-\alpha )}

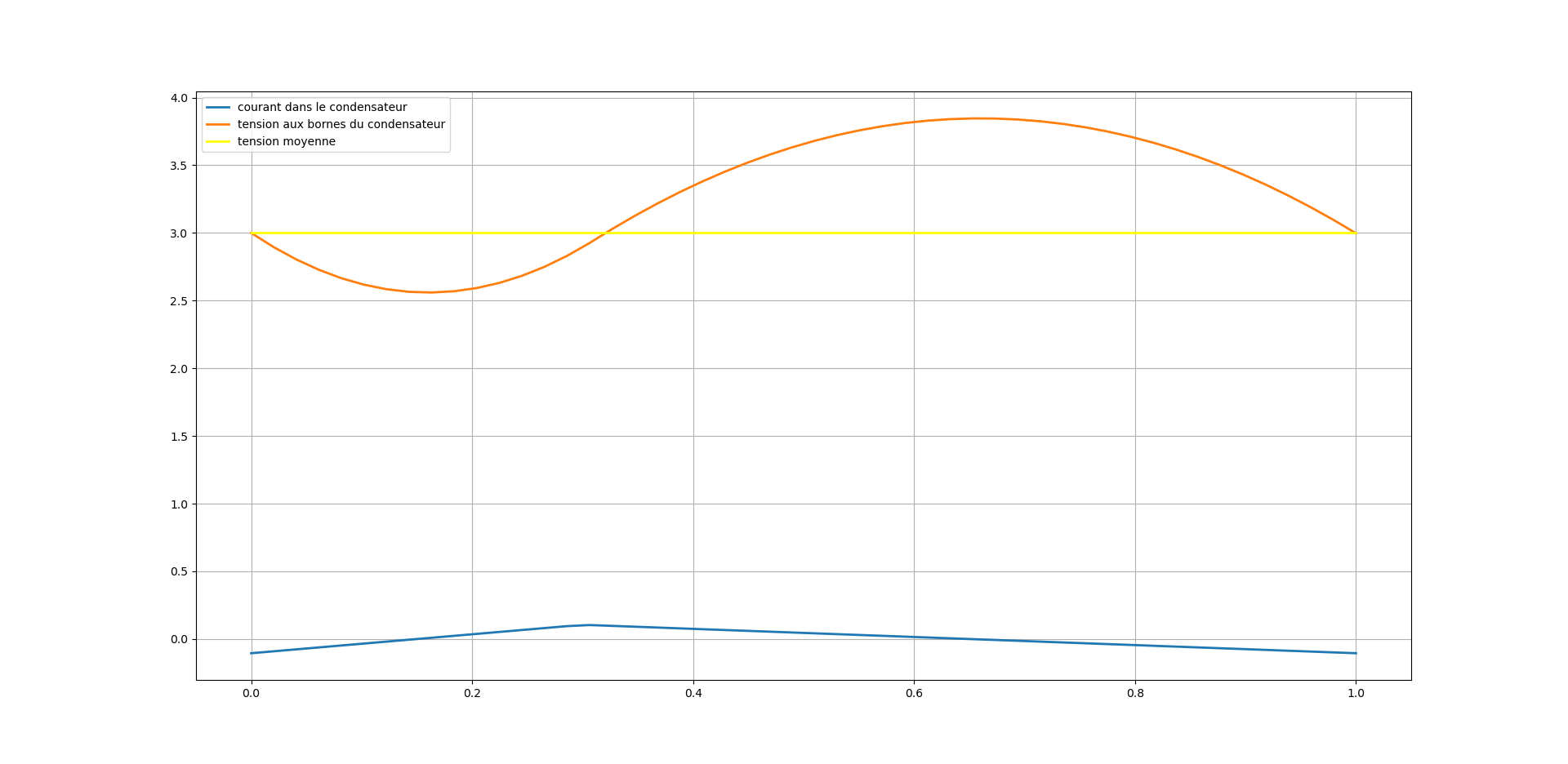
Courant et ondulation de tension dans le condensateur de sortie

L'ondulation de tension se calcule en supposant que toute l'ondulation de courant circule dans le condensateur. 
Le courant se décompose entre une composante continue et une composante alternative. 
{\displaystyle i_{L}(t)=I_{L}+{\tilde {i_{L}}}}
Avec {\displaystyle I_{L}={\frac {V_{s}}{R}}} et {\displaystyle i_{c}={\tilde {i_{L}}}}
On utilise ensuite les relations :
{\displaystyle v_{s}={\frac {q}{C}}} et {\displaystyle q=\int i_{c}(t)dt}
{\displaystyle \Delta v_{s}={\frac {1}{2}}\left\vert {v_{s}({\frac {\alpha T}{2}})-v_{s}({\frac {1+\alpha }{2}}T)}\right\vert }, la tension dans le condensateur est déphasée par rapport au courant, les extremums sont donc atteints lorsque le courant est nul. 
Ce qui donne  {\displaystyle \Delta v_{s}=\alpha (1-\alpha )m{\frac {V_{e}}{16LCf^{2}}}}

#### Surtension et contrainte sur le transistor
Lors de la fermeture du transistor, une surtension apparaît à ses bornes. 
En effet, on a {\displaystyle v_{1}=-{\frac {n_{1}}{n_{3}}}v_{3}}. (Les enroulements sont en sens opposé).
Et {\displaystyle v_{k1}=V_{e}-v_{1}}
La tension totale vue par le transistor est donc : 
{\displaystyle v_{k1}=V_{e}(1+{\frac {n_{1}}{n_{3}}})}
Cette sur-contrainte est présente tant que le circuit magnétique n'est pas totalement démagnétisée. Cette surtension est présente pendant une durée conséquente. Il est important de dimensionner le transistor du primaire en conséquence.  
Par exemple, pour une alimentation sur le réseau 230V efficace. Une fois redressé, la tension d'entrée du convertisseur forward est donc de 320V. Il faut donc prendre un transistor qui tienne au moins 600V. En pratique, on choisit généralement un composant qui supporte {\displaystyle 2.5V_{e}}, soit 800V.

### Conduction discontinue
Contrairement au cas vu au-dessus, dans ce mode de fonctionnement, le courant {\displaystyle i_{L}}s'annule lors de la décharge de la bobine. Ce cas se rencontre lorsque l’ondulation de courant est trop importante par rapport à la valeur moyenne du courant, donc lorsque l'inductance L ou la fréquence de découpage sont faibles. 
Condition de conduction discontinue : 
{\displaystyle \Delta i_{L}>I_{L}} avec {\displaystyle I_{L}} la valeur moyenne du courant dans l'inductance. Le courant moyen dans l'inductance est le même que celui dans la charge.   

Soit, {\displaystyle I_{s}\leq {\frac {V_{e}}{2Lf}}m\alpha (1-\alpha )}

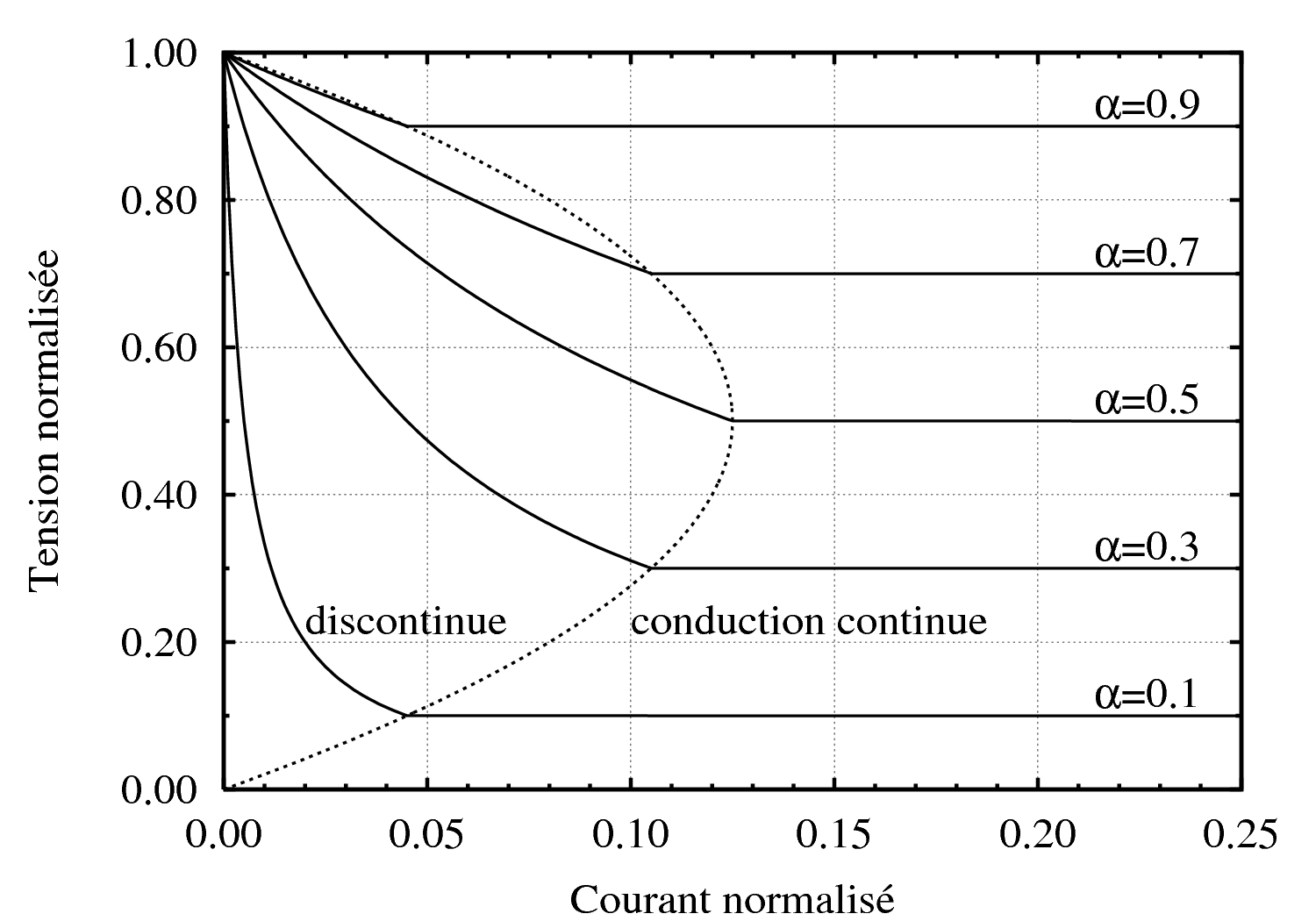
Limite conduction continue et discontinue

En conduction discontinue, la tension de sortie vérifie la relation suivante :
{\displaystyle V_{s}=m\alpha V_{e}{\frac {\alpha }{\alpha ^{2}+{\frac {2LI_{s}f}{mV_{e}}}}}}
La tension dépend donc du courant de sortie, le contrôle est donc plus complexe.
La plupart du temps, on cherche donc à éviter ce régime de fonctionnement. Néanmoins, ce mode de fonctionnement permet de diminuer les pertes par commutation.  
Une solution intéressante est de se placer en limite de conduction discontinue, afin d'allier les avantages de chaque mode. De plus, cela permet de dimensionner au plus juste les composants magnétiques. Et donc de réduire la taille du convertisseur.  
La figure de droite présente la limite entre conduction discontinue et continue, elle est tracée à partir des deux équations ci-dessus. La première permet de trouver la limite et la deuxième, l'allure de la courbe en discontinue. 
La tension normalisée vaut {\displaystyle {\frac {V_{s}}{mV_{e}}}} et le courant normalisé est {\displaystyle {\frac {I_{s}}{mV_{e}/2Lf}}}. 

## Autres architectures
D'autres architectures de ce hacheur sont possibles, en gardant la même relation entrée sortie.

### Avec circuit de démagnétisation

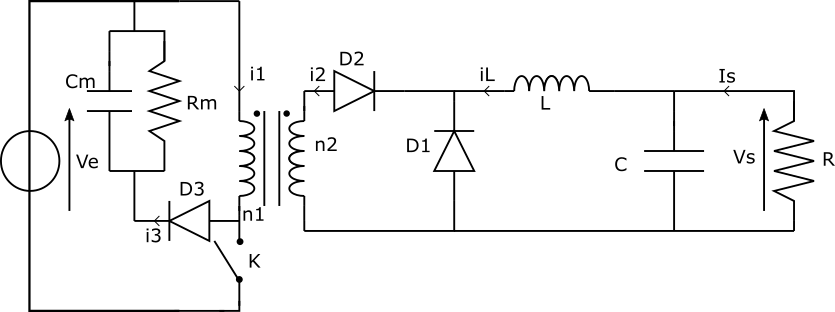
Convertisseur forward, circuit démagnétisant avec condensateur

La démagnétisation du transformateur est assurée au travers d'un condensateur, plutôt que d'un troisième enroulement. Ceci simplifie la fabrication du transformateur.  
  

### En demi pont
Ce montage permet d'utiliser l'enroulement primaire pour démagnétiser le circuit magnétique. 

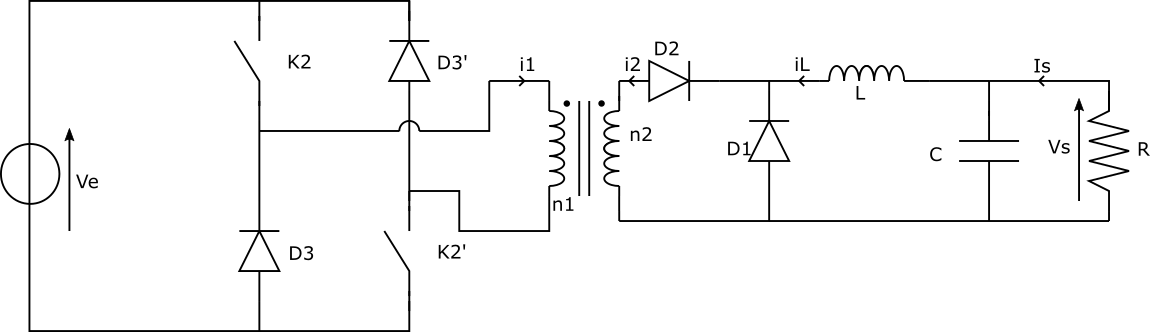
Schéma convertisseur Forward en demi pont

Ce système permet l'utilisation de plus hautes tensions, la contrainte en tension sur chaque interrupteur étant égale à {\displaystyle V_{e}} et non plus {\displaystyle (1+m')V_{e}}.  De plus, le transformateur ne possède que deux enroulements au lieu de trois. Il est donc plus simple à réaliser, l'inductance de fuite est plus faible et le couplage entre les deux enroulements est meilleur. Cette structure est donc privilégiée pour des puissances dépassant la centaine de watts.  
La démagnétisation est assurée par les diodes D3 et D3', la tension de démagnétisation est égale à {\displaystyle V_{e}}. Pour que la démagnétisation du circuit soit totale, le rapport cyclique doit être inférieur à 0,5.